# MRNA (nucleoside-2'-O-)-metiltransferasi
La mRNA (nucleoside-2'-O-)-metiltransferasi è un enzima appartenente alla classe delle transferasi, che catalizza la seguente reazione:
S-adenosil-L-metionina + m7G(5′)pppR-RNA ⇄ S-adenosil-L-omocisteina + m7G(5′)pppRm-RNA (mRNA contenente un cappuccio 2′-O-metilpurinico)
Nella reazione, R può essere una guanosina o una adenosina.